# Charisma (tijdschrift)
Charisma was van 2000 tot 2021 een christelijk tijdschrift dat zes keer per jaar verscheen en werd uitgegeven door Stichting Charisma in Aalsmeer. Het presenteerde zich als 'onafhankelijk blad voor een christelijke levensstijl' en stond onder hoofdredactie van Mathijs Piet.